# POWER FOR LIFE
POWER FOR LIFE（パワー フォー ライフ）とは、2011年12月7日発表のi-nosの4thアルバム。レコードレーベルは発売元BLUE MUSIC ENTERTAINMENT/ 販売元ポニーキャニオン。

## 解説
東日本大震災を機に応援ソング集として発表。配信限定曲だった「雪になっても 桜になっても」を収録。被災地で制作された数曲を含む復興支援アルバム。

## 収録曲
01. 雪になっても 桜になっても　　作詞・作曲・編曲：hotta
2011年3月11日に発生した東日本大震災から3日目に制作され、翌月4月26日に震災義援金のための配信に至った楽曲。悲しみよりも深い「悔しさ」と「怒り」に由来したhotta独自の構成で、当初、ボーカルの綾や関係者に受け入れてもらえなかったという。魂が失われても、雪や桜、雨や風になって、四季を通じ触れ合っていけたらという想いと同時に、悔しさと怒りの言霊が強く表現されている。
02. power for life 〜願いのちから〜　　作詞・作曲・編曲：hotta
人々が手を取り合って勇気を取り戻すことを信じ、立ち向かっていこうという希望の歌。ボランティア活動を通じ被災地での声を収集、曲中にちりばめられた。i-nosと縁のあるシンガーが多数参加している。
03. 花が咲くように　　作詞・作曲・編曲：hotta
歌詞が「花が咲くように」しかない。意味としていくつか挙げられている。「花が咲くように」に笑って・またこの地に「花が咲くように」祈って・汚れのない空気の中で「花が咲くように」願って・思い出の場所に「花が咲くように」・あの人と見た「花が咲くように」・たくさんの人の心に「花が咲くように」。
04. もしも私の存在が消えたら　　作詞・作曲・編曲：hotta
生命に関わらず、大切な人の前から姿を消さなくてはならない人の心理を表現した楽曲。
05. まっすぐに まっすぐに　　作詞・作曲・編曲：hotta
この地球を現世や後世のため安心できるものにしていかなくてはならない。安心して恋愛のできる地球にしていかなくてはならない、という歌。「科学の発展によって開発されたエネルギーが人類を苦しめている」と、原発のことが語られている。
06. strap!　　作詞・作曲・編曲：hotta
i-nosが出演し、hottaが音楽を担当した舞台「ストラップ」のメインテーマ。急遽収録が決まり、曲数を増やしてのリリースに至った。希望に向けて生まれ変わろうという歌で、挑む勇気を備えるためのパワーソング。
07. power for life 〜願いのちから〜 (acoustic version)　　作詞・作曲・編曲：hotta
2曲目に収録の「power for life 〜願いのちから〜」をアンプラグド風ミックスで収録。参加した各シンガーの声がより前面に際立たされ、間奏ではビートボクサーを起用している。
※楽曲解説はhottaの公式ブログから抜粋、曲目はCD版を参照した。

## その他
- タワーレコード渋谷店 総合アルバムチャート（2011/12/05-2011/12/11）に10位でランクイン。
- タワーレコード渋谷店 デイリー総合（2012/01/23）に5位でランクイン。